# Cuca (Argeș)
Pour les articles homonymes, voir Cuca.
Cuca est une commune roumaine située dans le județ d'Argeș.

## Démographie
En 2021, la population était de 1 837 habitants.